# 𠊎話
𠊎話，是廣東省西部及广西壮族自治区南部地區一類方言，客家語一支。該類方言因第一人称“𠊎”（发音：ngái，IPA/ŋai/）而得名。這一類方言在粵西等地分佈較為廣泛，但是調查研究卻較為薄弱，導致這個地區以外的人士對這一類方言了解較少。 因電腦顯示字體問題，網絡及一些文獻上采用近音字表示“𠊎”字，可記作𠊎話，亦可記作“涯話”、“崖話”、“哎話”等。
𠊎話主要分佈在中國廣東省西南部（粤西）和广西南部（桂南）的大部分县市（各县市比例不一），另越南的𠊎族也是因使用𠊎话而得名。

## 歷史
使用𠊎话的人群祖籍主要是福建西部旧汀州府和粤东旧嘉应州地区，祖先大致從宋後開始遷入，明朝期间形成大規模。

## 現狀

### 內部差異
根据1987年版的《中国语言地图集》，粤西、桂南𠊎话并不相连在一起（与粤东、闽西、赣南的客家语相区别），而是以小片的形式存在于这些地区，各小片在词汇、发音等方面有差异。甚至同一縣（例如電白縣）內的𠊎話之間都有差異。然而根據2012版的《中國語言地圖集》，粵西地區的𠊎話被歸類為客家语粵西片，桂南的𠊎話仍舊屬於未分片方言島。

### 受到衝擊
粵西和桂南地區的𠊎話受到其他語言的衝擊較大。特別是中國改革開放以來，珠三角粵語地區經濟的發展和粤语白话的对外扩张，對處在粤西乡镇地區的𠊎話人群的語言文化产生很大衝擊，例如在茂名地區，使用𠊎話等非粵語族群也被粵語白話侵染。隨著國家推普政策的開展，普通話也深刻衝擊了𠊎話。

### 流行文化
以𠊎話形式的流行文化並不豐富。網絡上傳播各地𠊎話人創作或改編的𠊎話作品，其中以電白人西桐木創作的𠊎話音樂為代表。

## 特徵
具有一般客家话所具備的特徵，如：
- 古全浊声母与次清声母合流，不论平仄多读成送气清塞音、塞擦音；
- 古非、敷、奉、微母部分字读重唇音；
- 古全浊、次浊部分上声字读阴平调；
- 古晓、匣母逢合口大部分读作[f]；
- 古雅、来母不混。

與一般客家话相異的特徵，如：
- 古心母、生母及崇母部分字讀[ɬ]（部分地區如陸川縣等地沒有這個音）；
- 止攝精組部分字讀[t]、[tʰ]（以電白[5][7][10]為主）。

## 分佈

### 粵西地區

#### 茂名市
电白区，主要分布在：沙琅镇、观珠镇、那霍镇、黄岭镇、罗坑镇、望夫镇、霞洞镇小部、大衙镇小部，林头镇（不含原大衙镇）、马踏镇等也有分布。电白𠊎话以沙琅话为代表。
高州市，主要分布在：根子镇、新垌镇、云潭镇、谢鸡镇、泗水镇、马贵镇、分界镇，其它镇（如大坡镇、古丁镇等）也有零星分布。高州𠊎话以根子话为代表。
信宜市，主要分布在：茶山镇、洪冠镇、平塘镇、钱排镇、合水镇、新宝镇、贵子镇、思贺镇等。信宜𠊎话以合水话为代表。
化州市，主要分布在：合江镇、文楼镇、平定镇、兰山镇、官桥镇、新安镇、中垌镇等。
茂南区，主要分布在：羊角镇青山村委。

#### 阳江市
阳西县，主要分布在：塘口镇、上洋镇、儒洞镇、新墟镇、程村镇等。
阳春市，主要分布在：永宁镇、三甲镇、八甲镇、圭岗镇、马水镇、潭水镇、双滘镇、河口镇等。
阳东县，主要分布在：新洲镇部分村落。

#### 湛江市
廉江市，主要分布在：塘蓬镇、石颈镇、和寮镇、长山镇、石角镇五镇及红湖农场、东升农场各村委，河唇镇、石岭镇、青平镇、高桥镇、雅塘镇、吉水镇六个镇的大部分乡村，原河堤镇、营仔镇两个镇及红江农场、黎明农场的部份乡村。
雷州市，主要分布在：英利镇的部分村庄，客路镇三塘管区部分村庄。
徐闻县，主要分布在：下桥镇的迈埚、信桥、拔园、石板，龙塘镇福田、西洋、黄定，曲界镇石灵溪、南胜，锦和镇高龄、那爱、那郁，城北乡北水、军房、铜铁、火炉桥等地，及城南乡的部分村庄。
遂溪县，分布在附城镇、城西镇、洋青镇、沙古镇、杨柑镇、北坡镇、岭北镇、城月镇等乡镇的部分村落。

#### 云浮市
云安县，分布在托洞镇、富林镇两镇大部和茶洞镇、白石镇、南盛镇、镇安镇、前锋镇、高村镇等的部分村落。
罗定市，分布在东南部素龙街道、太平镇、分界镇、罗镜镇、新榕镇、加益镇、龙湾镇、泗沦镇、都门镇、连州镇等镇街的部分地区。
新兴县，分布在西部簕竹镇西部和河头镇东部。
郁南县，分布在南部平台镇、河口镇、东坝镇、宋桂镇等镇的部分村庄。

### 桂南地區

#### 北海市
市區，主要分布在：興港镇、涠州镇。
合浦县，主要分布在：公馆镇、曲樟乡，闸口镇、山口镇、白沙镇大部，以及合浦其它乡镇的部分村落。

#### 防城港市
市区：主要分布在：公车、大菉、扶隆、附城、防城、华石、江山、板八、那勤、那良、茅岭、滩营、平旺、垌中、那垌等乡镇。
东兴市，主要分布在：马路镇。
上思县，主要分布在：思阳、在妙、平福、叫安、那琴5个乡镇的部分地区。

#### 钦州市
市区，主要分布在：平吉、大直、大寺、小董、那蒙、贵台、青塘、黄屋屯、康熙岭、沙阜、尖山、大番坡、久隆、东场、那彭、那思等乡镇。
浦北县，主要分布在：泉水、石银、张黄、大成、白石水、三合、龙门、樟家、福旺等乡镇。（浦北的𠊎话又称新民话。）
灵山县，主要分布在：三隆、灵城、文利、丰塘、那隆、伯劳、平山、石塘、平南、沙坪、烟墩、新墟、旧州、陆屋、武利、三海、太平等乡镇。

#### 玉林市
博白县，主要在县东、中、南部的凤山、新田、宁潭、文地、黄凌、三江、英桥、大垌、那卜、沙陂、合江、东平、沙河、菱角、松旺、双旺、龙潭、大坝以及西北部的三育、江宁等20多个乡镇。（博白的𠊎话又称新民话。）
陆川县，分布在全部16个乡镇，主要在南部的大桥、乌石、良田、清湖、古城、横山、滩面等乡镇和温泉、月垌、沙湖等乡镇的部分村落。（陆川的𠊎话又称新民话。）
兴业县，分布在龙安、沙塘及高峰镇德部分村落。（兴业的𠊎话又称新民话。）

### 其他地区
还有其他一些地区，如广西桂平一带、广东云浮、清远一带也有自称为𠊎话的语言，其中桂平金田村还是著名的太平天国发源地。